# Taenaris myops
Taenaris myops är en fjärilsart som beskrevs av Felder 1860. Taenaris myops ingår i släktet Taenaris och familjen praktfjärilar. Inga underarter finns listade i Catalogue of Life.